# Psychotria leptothyrsa
Psychotria leptothyrsa är en måreväxtart som beskrevs av Friedrich Anton Wilhelm Miquel. Psychotria leptothyrsa ingår i släktet Psychotria och familjen måreväxter.

## Underarter
Arten delas in i följande underarter:
- P. l. defretesiana
- P. l. friabilis
- P. l. leptothyrsa
- P. l. leptothyrsoides
- P. l. longicarpa
- P. l. multifurca
- P. l. yapensis